# Nicola Fratoianni
Nicola Fratoianni (Pisa, Italia, 4 de octubre de 1972) es un político italiano, diputado de la República Italiana desde 2013 y actual secretario general de Izquierda Italiana.

## Biografía

### Vida personal
Nació en Pisa en el seno de una familia de origen molisano, concretamente de Ururi, siendo hijo único de los profesores Aldo y Anna. Se graduó en Filosofía en la Universidad de Pisa. Vive en Foligno (Umbría), con su mujer Elisabetta Piccolotti (ex-portavoz nacional de Jóvenes Comunistas y, a partir de 2022, diputada de Izquierda Italiana), de la que tuvo un hijo, Adriano, nacido en 2013. Los dos se casaron con rito civil en Foligno el 3  de septiembre de 2019, siendo el celebrante Nichi Vendola, amigo y estrecho colaborador político de Fratoianni. Se declara ateo.

### Actividad política
En 1992 se alistó al Partido de la Refundación Comunista (PRC), del que fue dirigente nacional y, desde 2002 a 2004, coordenador nacional de Jóvenes Comunistas (GC), la sección juvenil del partido. En 2004 fue enviado a Bari para desempeñarse como secretario regional del PRC en Apulia, donde apoyó la candidatura de Nichi Vendola a presidente del consejo regional. En 2009, fue uno de los partidarios de la escisión del PRC para fundar Izquierda Ecología Libertad (SEL).
En las elecciones generales de 2013, fue elegido por primera vez como diputado. Tras el pasaje de Gennaro Migliore al Partido Democrático (PD), Fratoianni se convirtió en el líder de grupo ad interim de SEL en la Cámara de Diputados.
El 19 de febrero de 2017, fue elegido secterario general de Izquierda Italiana (SI), partido nacido de la fusión de SEL con Futuro a la Izquierda, un grupo salido del PD, más algunos exmiembros del Movimiento 5 Estrellas (M5S).
Tras el decepcionante resultado de la lista La Izquierda en las elecciones al Parlamento Europeo de 2019, Fratoianni dimitió del cargo de secretario general de SI y fue sustituido de forma interina por el presidente del partido Claudio Grassi. En agosto de 2020 fue nominado portavoz del partido y, en febrero de 2021, tras la celebración del segundo congreso de SI, volvió a ser el secretario general.
De cara a las elecciones generales de 2022, SI y Europa Verde (EV) se coalizaron en la lista "Alianza Verdes e Izquierda" (AVS), firmando un acuerdo electoral con el PD.